# (13006) Schwaar
(13006) Schwaar (1983 AC1) – planetoida z pasa głównego asteroid okrążająca Słońce w ciągu 3,43 lat w średniej odległości 2,27 j.a. Odkryta 12 stycznia 1983 roku.